# Дубровский, Эдгар Борисович
Эдга́р (Эдга́рд) Бори́сович Дубро́вский (16 марта 1932, Ленинград, РСФСР, СССР — 29 декабря 2016, Санкт-Петербург, Россия) — русский советский и российский писатель и сценарист.

## Биография
Окончил с отличием биологический факультет МГУ и Высшие сценарные курсы.
Во время учёбы в МГУ участвовал в работе студенческой агитбригады. Участник авторского коллектива биофака МГУ, использовавшего псевдоним Саша Роздуб (Сахаров, Шангин, Розанова, Дубровский). По словам Александра Касаткина, по окончании университета Дубровский некоторое время работал в противочумной службе СССР.
Автор сценариев к фильмам, поставленным на «Ленфильме», «Мосфильме» и Свердловской киностудии.
За сценарий к фильму «Холодное лето пятьдесят третьего» номинирован на премию «Ника» и удостоен Государственной премии СССР.
Был женат на актрисе Галине Фигловской (по мужу Дубровская).
Умер в Санкт-Петербурге 29 декабря 2016 года. Похоронен рядом с женой на Смоленском кладбище Санкт-Петербурга.

## Сценарии к фильмам
| Год  |     | Название                                           | Примечание       |
| ---- | --- | -------------------------------------------------- | ---------------- |
| 1967 | ф   | Седьмой спутник                                    | сценарист        |
| 1968 | ф   | В горах моё сердце                                 | сценарист        |
| 1968 | ф   | Моабитская тетрадь                                 | сценарист        |
| 1968 | кор | Надпись на срубе                                   | сценарист        |
| 1968 | кор | Стреляные гильзы                                   | сценарист        |
| 1971 | ф   | Остров сокровищ                                    | сценарист        |
| 1972 | ф   | Круг                                               | сценарист        |
| 1976 | ф   | Меня это не касается…                              | сценарист        |
| 1976 | ф   | Середина жизни                                     | сценарист        |
| 1977 | ф   | Запасной аэродром                                  | сценарист, актёр |
| 1979 | тф  | Клуб самоубийц, или Приключения титулованной особы | сценарист        |
| 1980 | ф   | Два долгих гудка в тумане                          | сценарист        |
| 1984 | ф   | Жил-был доктор...                                  | сценарист        |
| 1984 | ф   | Преферанс по пятницам                              | сценарист        |
| 1986 | ф   | Красная стрела                                     | сценарист        |
| 1987 | ф   | Холодное лето пятьдесят третьего…                  | сценарист        |
| 1990 | ф   | В полосе прибоя                                    | сценарист        |
| 1991 | ф   | Лапа                                               | сценарист        |